# Miquel Bassols i Puig
Miquel Bassols i Puig (Barcelona, 1958) és un psicoanalista, escriptor i docent català. És també expresident de l'Association mondiale de psychanalyse (2014-2018). El 2022 va traduir al català Lituraterra, de Jacques Lacan.

## Obra publicada
- La psicoanàlisi explicada als mitjans de comunicació (1997)[4]
- La interpretación como malentendido (2001)
- Finales de análisis (2007)
- Llull con Lacan. El amor, la palabra y la letra en la psicosis (2010)[5]
- Lecturas de la página en blanco. La letra y el objeto (2011)
- El caballo del pensamiento (2011)
- Tu Yo no es tuyo. Lo real del psicoanálisis en la ciencia (2011)
- A psicanálise, a ciência, o real (2015)
- Una política para erizos y otras herejías psicoanalíticas (2018)
- La locura de cada uno (2019)
- Autoritat i autoritarisme. Una lectura des de la psicoanàlisi.  València: UV, 2020. ISBN 978-84-9134-574-9.
- La diferencia de los sexos no existe en el inconsciente. Sobre un informe de Paul B. Preciado dirigido a los psicoanalistas (2021)
- Boscúria. La natura perduda de les coses.  Barcelona: Símbol, 2021. ISBN 978-84-15315-92-6.[6]